# Twelve Dreams of Dr. Sardonicus
Twelve Dreams of Dr. Sardonicus är ett musikalbum av Spirit lanserat 1970 på Epic Records. Albumet var gruppens fjärde studioalbum. Det nådde plats 63 på Billboard 200-listan, vilket var deras hittills lägsta placering, men 1976 hade skivan tack vare stadig försäljning ändå sålt guld i USA. Albumet blev också deras framgångsrikaste i Storbritannien där det nådde plats 29 på albumlistan. Skivan producerades av David Briggs.
Detta album innehåller en av gruppens signatursånger, "Nature's Way". Låten släpptes även som singel.

## Låtlista
(låtar utan angiven upphovsman komponerade av Randy California)
1. "Prelude – Nothin' to Hide" - 3:41
2. "Nature's Way" - 2:30
3. "Animal Zoo" (Ferguson) - 3:20
4. "Love Has Found a Way" (California, Locke) - 2:42
5. "Why Can't I Be Free?" - 1:03
6. "Mr. Skin" (Ferguson) - 3:50
7. "Space Child" (Locke) - 3:26
8. "When I Touch You" (Ferguson) - 5:35
9. "Street Worm" (Ferguson) - 3:40
10. "Life Has Just Begun" - 3:22
11. "Morning Will Come" - 2:58
12. "Soldier" - 2:43

## Listplaceringar
- Billboard 200, USA: #63
- RPM, Kanada: #49[1]
- UK Albums Chart, Storbritannien: #29[2]